# Ullerberg

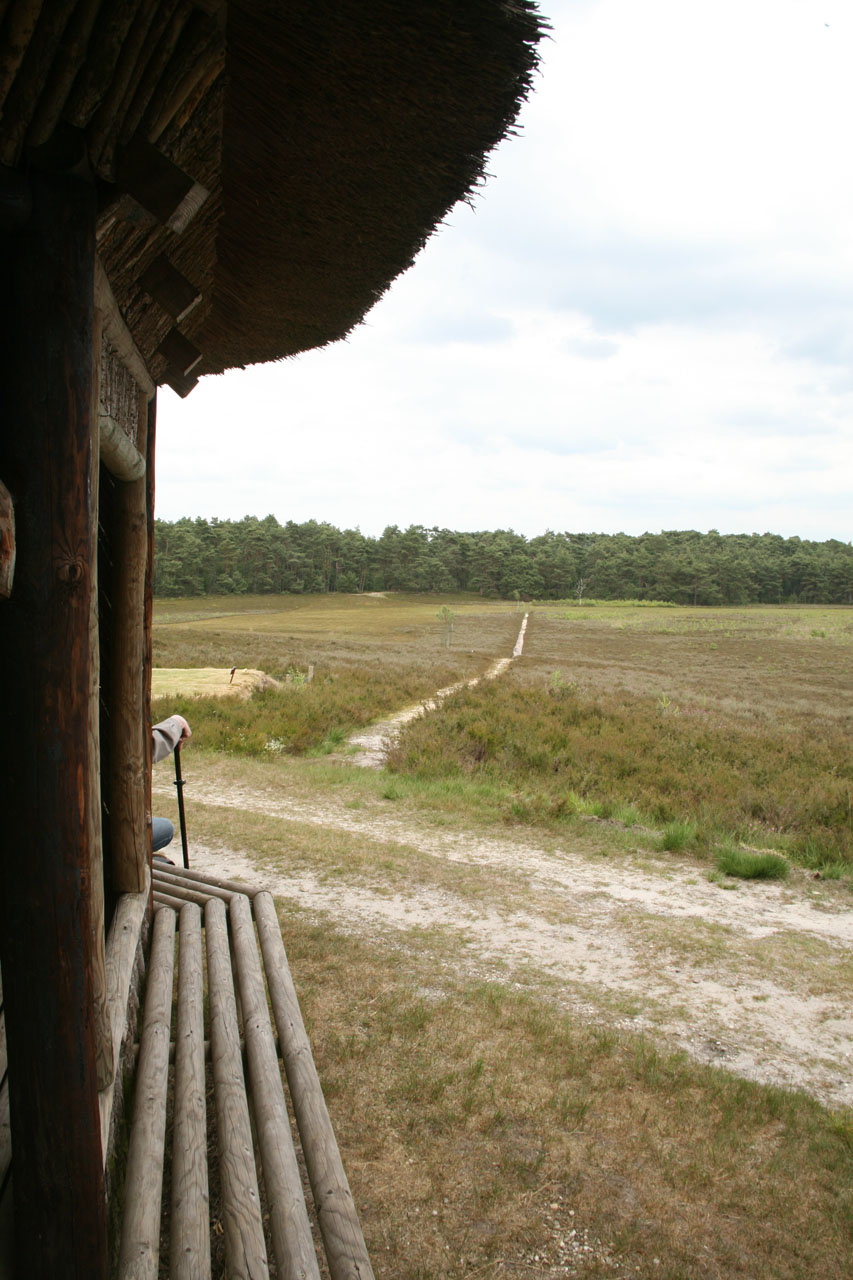
Heide en bos op het landgoed Ullerberg

Ullerberg is een 250 hectare groot particulier landgoed met jachthuis in Leuvenum, gemeente Ermelo, provincie Gelderland.

## Het landgoed
Het landschap rond Ermelo dateert uit de ijstijden, de bodem van zand een keileem is wat ontstond nadat gletsjers de grond omhoog stuwden en zo heuvels vormden. Zo ontstonden de Paalberg en de Ullerberg en het Tonnenberg-Drieseberg massief. Op het landgoed zijn enkele mammoettanden uit die tijd gevonden.
De gronden maakten oorspronkelijk deel uit van het landgoed van de familie Sandberg. Het gebied omvat zandgronden met bos en heide. Het werd in het begin van de 20e eeuw aangekocht door de heer Peereboom die er in 1911 een jachthuis liet bouwen. In 1920 kwam het in bezit van François Gerard Waller, president-directeur van de Koninklijke Nederlandsche Gist- en Spiritusfabriek in Delft. Het jachthuis ging dienstdoen als zomerverblijf. De beheerkosten van het landgoed werden vanaf de jaren 1930 gefinancierd door zand te laten afgraven. Zo ontstond een diep zandgat dat vanaf 1978 als vuilstortplaats ging fungeren. In 2006 werd deze gesloten en in 2017 ingericht als golfbaan.

## Huizen
Op het landgoed staan vier huizen en diverse andere opstallen. Het 'Grote Huis' is het oorspronkelijke jachthuis van Peereboom dat is uitgebreid door F.G. Waller. Het 'Boshuis', waar vroeger de boswachter woonde, is in 2009 gerestaureerd. De staldeuren zijn vervangen door glazen deuren, maar de oude bakoven heeft haar plaats behouden. In 2006 is 'Penni' gebouwd op de plaats van het eensteens huisje dat ooit in de zomer door Penni, de chauffeur van F.G. Waller, werd bewoond. Het 'Poorthuys' is de in 2913 opgeknapte beheerderswoning van de gesloten vuilstort.

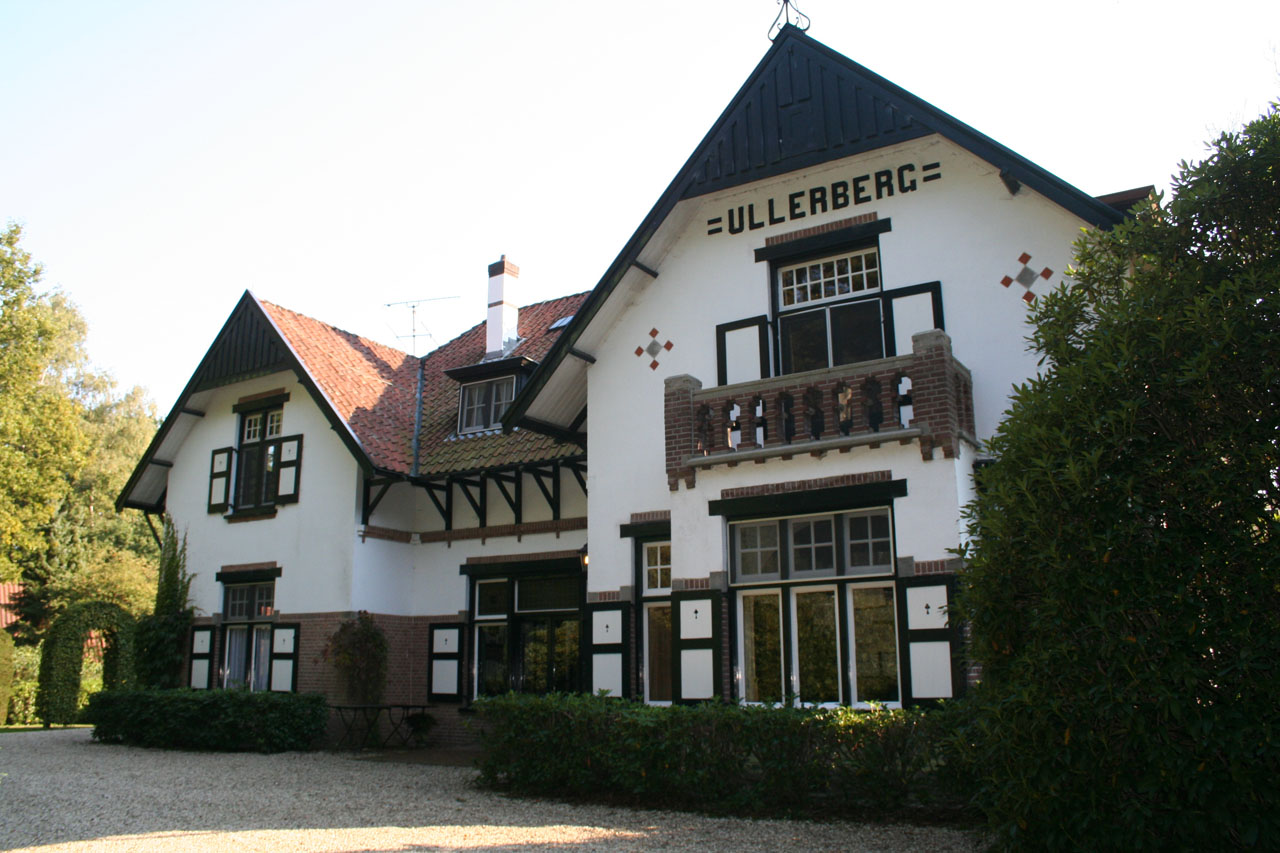
Het Grote Huis
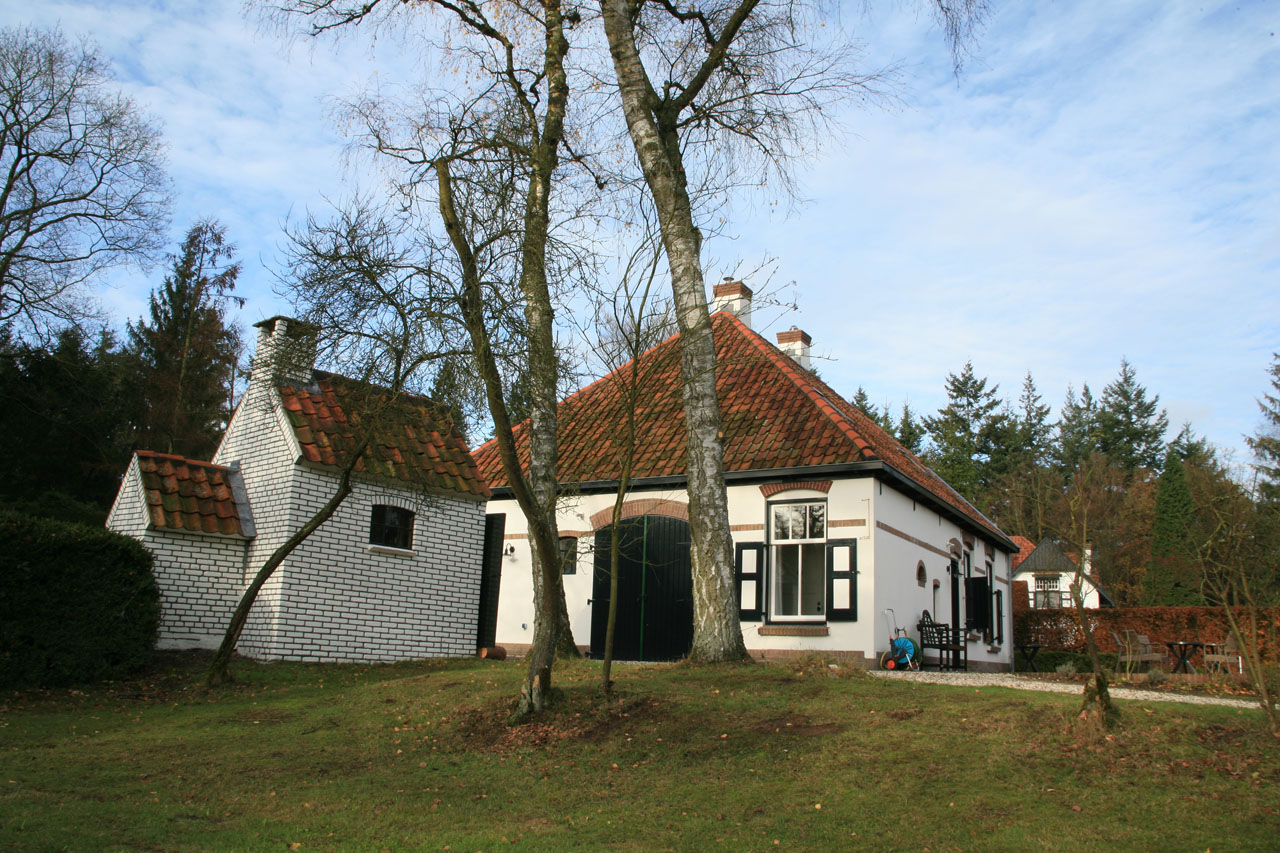
Het Boshuis
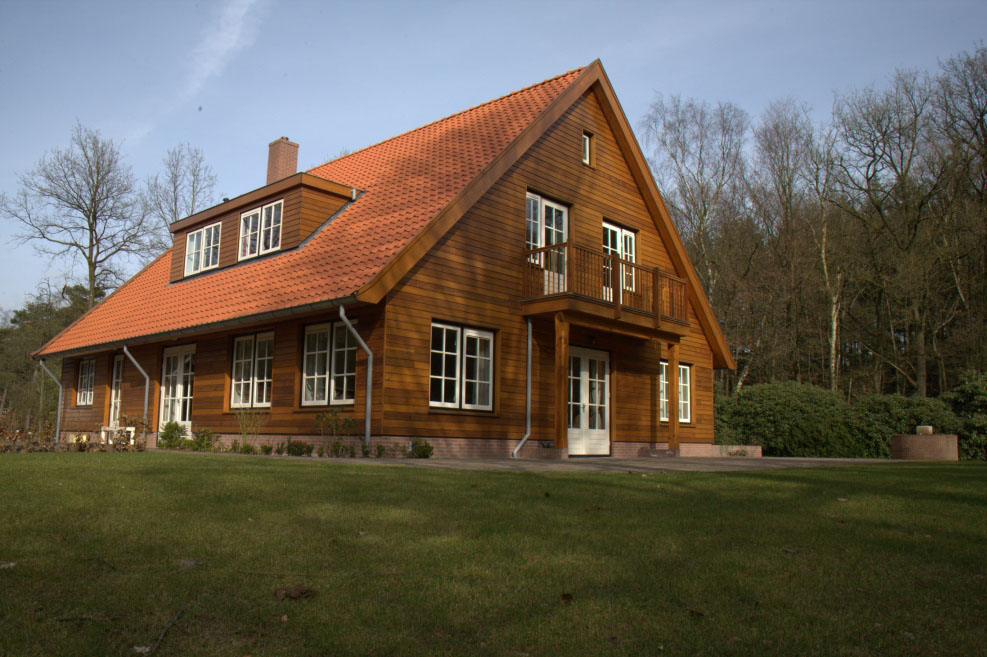
Penni
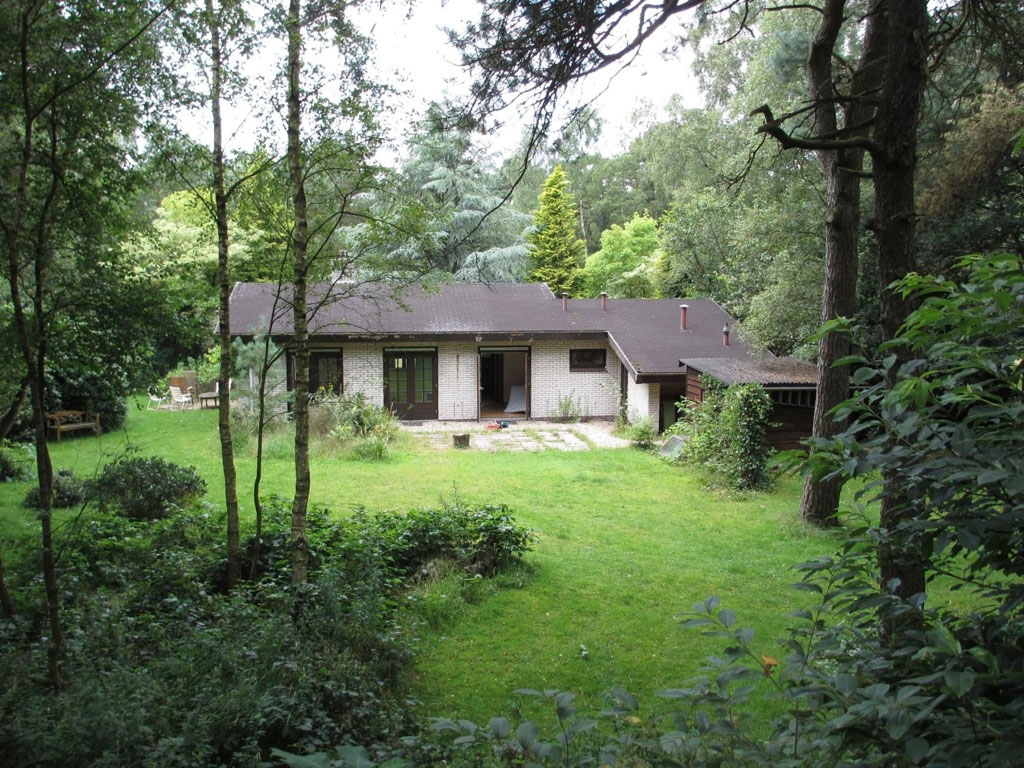
Het Poorthuys

## Golfbanen
Op het terrein werd in opdracht van eigenaar Waller in 1923 een 9-holes heidegolfbaan aangelegd naar ontwerp van Gerry del Court van Krimpen. De lengte van de baan is 2324 meter, lang genoeg om een par van 36 te hebben met twee par 5-holes en een SSS van 65. Hole 1 en hole 9 delen een green. De baan heeft fairways met heide die eenmaal per jaar worden gemaaid.

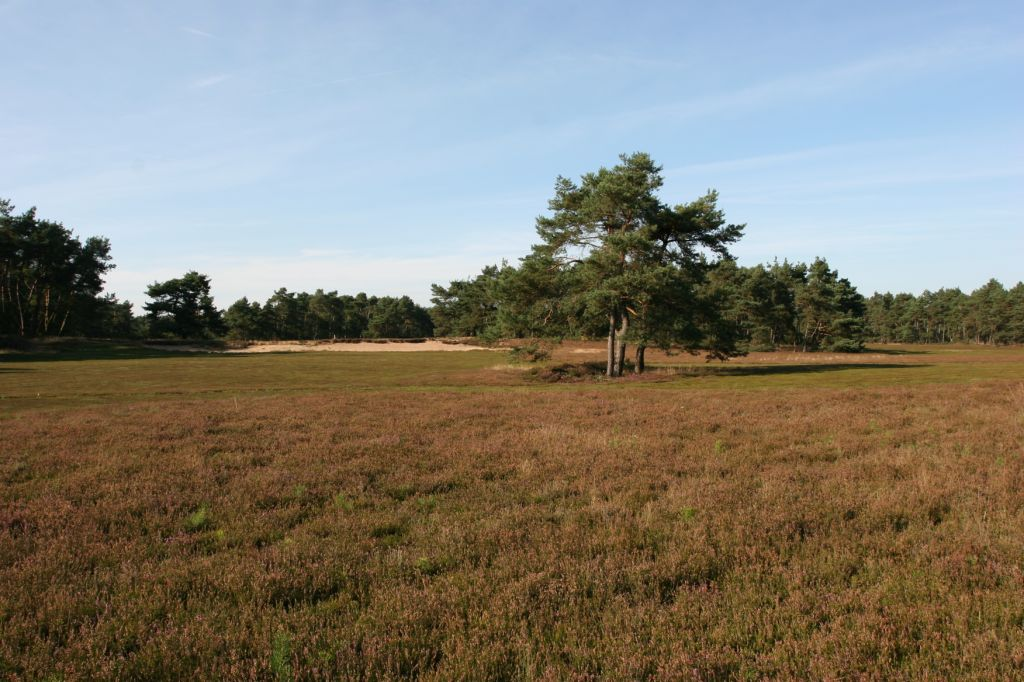
De bunker van hole 9
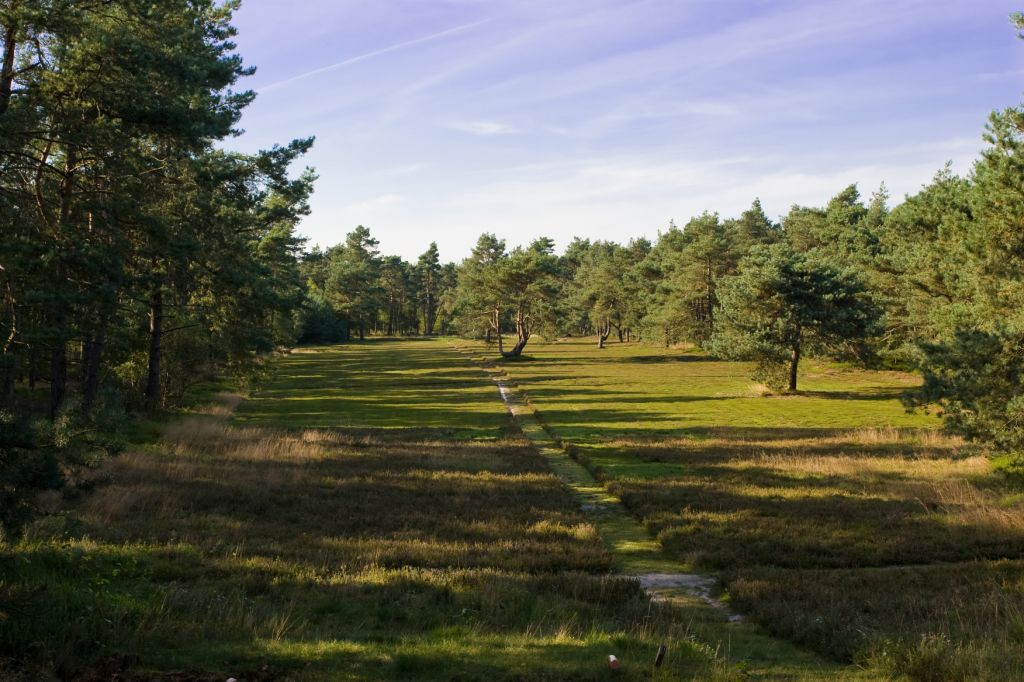
Hole 6
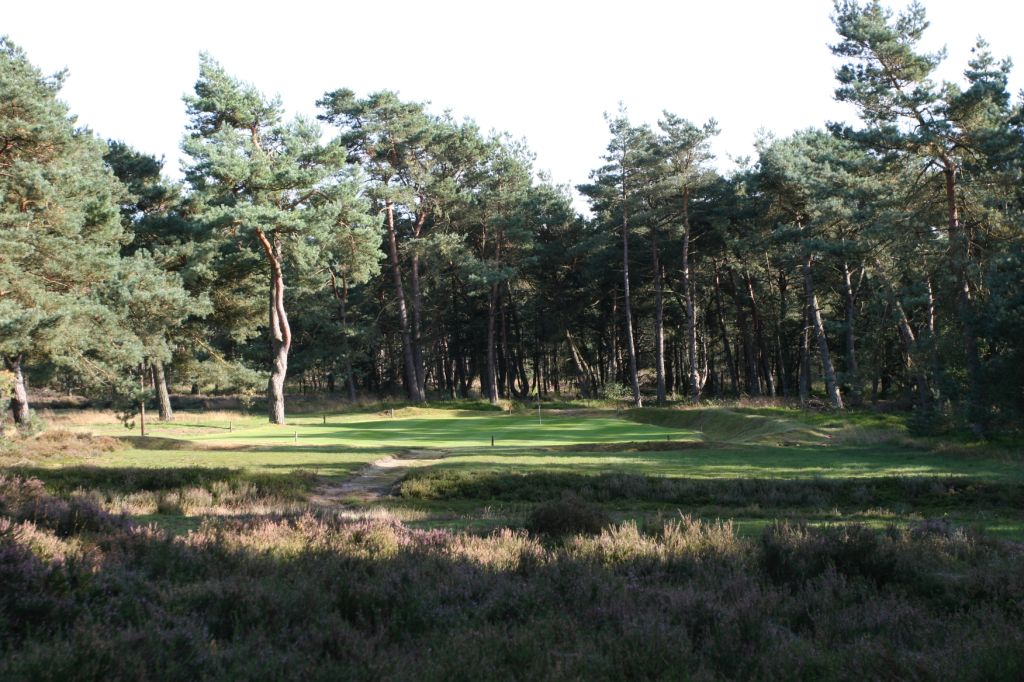
Hole 8

De voormalige vuilstortplaats op het landgoed is in 2017 afgedekt en ingericht als een 9-holes golfbaan die omkeerbaar bespeeld kan worden. De ene dag (of week) speelt men de baan de ene kant op, de andere dag (of week) andersom. Frank Pont maakte het ontwerp. Het terrein van deze golfbaan kent hoogteverschillen tot 20 meter is een kleine 30 hectare groot.

## Wild
Op het landgoed komen edelhert en wild zwijn voor. Ook vos en das zijn vaste bewoners.